# Cyclopogon torusus
Cyclopogon torusus là một loài thực vật có hoa trong họ Lan. Loài này được Mytnik, Szlach. & Rutk. mô tả khoa học đầu tiên năm 2006.